# Der Architekt (österreichische Zeitschrift)
Der Architekt war eine Fachzeitschrift mit dem Untertitel „Wiener Monatshefte für Bauwesen und decorative Kunst“, die von 1895 bis 1922 in Wien erschien.
Sie wurde vom ersten bis zum 14. Jahrgang (1895–1908) sowie von 1916 bis 1922 bei Anton Schroll & Co. verlegt. Dazwischen  erschien sie im Verlag Eduard Kosmack. Der erste Herausgeber der großformatigen Zeitschrift war Ferdinand von Fellner-Feldegg.
In seiner künstlerischen Ausrichtung war der „Architekt“ zunächst noch traditionelleren Schulen verpflichtet, wandte sich aber dann bald fortschrittlichen Tendenzen zu und wurde immer mehr zum Sprachrohr der modernen Baukunst. Dies wird auch an der Ästhetik der Blattgestaltung, zumal am Titelblatt im Jugendstil deutlich.
Zu den Mitarbeitern gehörten Persönlichkeiten wie Josef Hoffmann, Joseph Maria Olbrich, Camillo Sitte und Otto Wagner.
Zusätzlich zu den Monatsheften erschienen jährlich Hefte aus der Schule Otto Wagners mit Beiträgen von Wagner-Schülern wie Otto Schönthal oder Jan Kotéra. Mit der Beilage „Die bildenden Künste“, die den „Architekt“ von 1916 bis 1918 begleitete, erweiterte die Zeitschrift ihren künstlerischen Fokus.